# Aleksandr Kiritjenko
Aleksandr Kiritjenko, född den 13 augusti 1967 i Kiev, Ukraina, är en sovjetisk-rysk tävlingscyklist som tog OS-guld i kilometerloppet vid olympiska sommarspelen 1988 i Seoul. 